# Broederschap

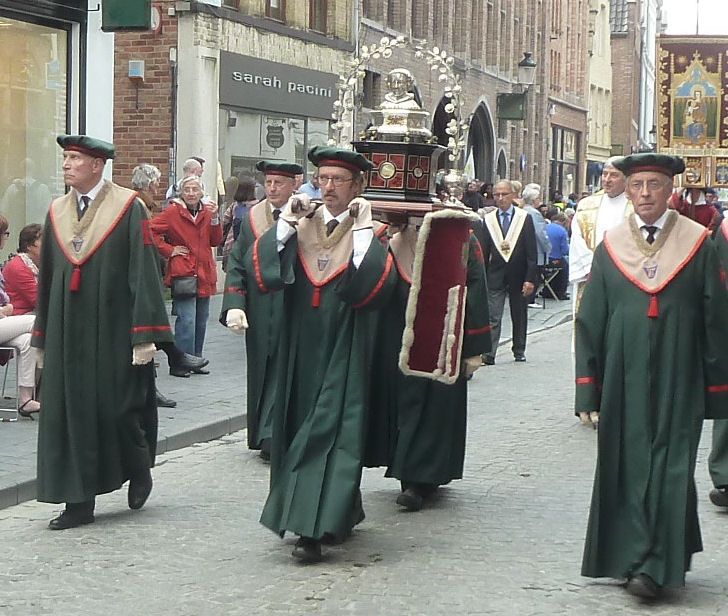
Broederschap Onze-Lieve-Vrouw ter Potterie, tijdens de processie van het Kostbaar Bloed te Brugge

Een broederschap, fraterniteit, confrérie of sodaliteit is een vereniging van vrome leken in de Rooms-Katholieke Kerk die is onderworpen aan het canoniek recht.
De term wordt ook gebruikt door sommige protestantse kerkgenootschappen, zoals de Remonstranten. Ook de vrijmetselarij wordt beschouwd als een broederschap. De term werd ook gebezigd voor beroepsorganisaties, zoals de Koninklijke Nederlandse Notariële Broederschap (1843-1974). Sinds de toetreding van vrouwen werd het woord "Broederschap" vervangen door "Beroepsorganisatie", zodat de afkorting hetzelfde bleef.

## Functie
Broederschappen zijn meestal lokaal actief en meestal verbonden aan een kerk of kapel. In de meeste (oudere) parochies zijn of waren broederschappen actief. Broederschappen onderscheiden zich door hun engagement nadrukkelijk van veel andere katholieke verenigingen, die minder nadruk leggen op katholieke doctrine en persoonlijk geloof en devotie.
Voor broederschappen in Spanje (hermandades) zijn in het verleden de volgende doelstellingen gedefinieerd:
- De broederschap moet behoren tot de Rooms-Katholieke Kerk en zich onderwerpen aan de kerkelijke hiërarchie.
- Leden moeten het katholieke geloof belijden en ervan getuigen.
- De broederschap moet in eenheid zijn met de bisschoppen en de bisschop van Rome (de paus).
- De broederschap moet een meerwaarde creëren voor de plaatselijke parochie, op spiritueel en cultureel gebied.
- De broederschap moet deelnemen aan het apostolisch doel van de Kerk, delen in liefde en caritas.
- De broederschap is verantwoordelijk voor de vorming van haar leden, zowel op humaan en spiritueel gebied als in kerkelijke doctrine.

Leden van een broederschap hoeven geen geloften af te leggen en zijn niet onderworpen aan het kerkelijk recht. De facto is een broederschap een private vereniging, waarbinnen de confraters zelf kunnen bepalen hoe lang ze lid blijven. Leden van de broederschap hoeven niet altijd te zijn verbonden aan die parochie, maar moeten wel aan bepaalde voorwaarden voldoen. Vaak werken actieve broederschappen nauw samen met de plaatselijke parochiale overheid. Broederschappen kenmerken zich door hun traditie, devotie en zijn hiërarchisch van opbouw. Sommige broederschappen bestaan uit een tiental leden, maar andere hebben duizenden leden.

## Lidmaatschap
Niet iedereen kan zomaar lid worden van een broederschap, sommige broederschappen stellen bepaalde voorwaarden. Deze voorwaarden staan nauwkeurig beschreven in de statuten. Eens de statuten zijn erkend door de plaatselijke bisschop, moeten alle leden deze statuten respecteren. Bijna alle broederschappen vragen aan hun leden om jaarlijks lidgeld te betalen voor de interne werking. De controle wordt uitgeoefend door een bestuur, dat vaak democratisch is verkozen zonder tussenkomst van de kerkelijke overheid. De meeste broederschappen hebben een nauwkeurige ledenlijst, die vaak honderden jaren teruggaat in de tijd. De leden van een broederschap hebben het recht hun naam te plaatsen in de cataloog (naamlijst) die in de kerk wordt gehangen. In de meeste kerken bevatten deze sierlijke meubels nog de namen van de laatste confraters.
Het bestuur van een broederschap wordt waargenomen door een hoofdman, een griffier en een proost, vaak de plaatselijke pastoor.
Andere broederschappen stelden soms bijzondere eisen aan hun medebroeders. Dit kon bijvoorbeeld inhouden dat men een bedevaart naar een ver oord had volbracht. Broeders van het Kostbaar Bloed moesten van adel zijn, iets wat geen voorwaarde meer is.
Uit broederschappen die aan een bepaalde beroepsgroep gebonden waren zijn de gilden voortgekomen die weliswaar in eerste instantie een profaan doel dienden, namelijk de bescherming en instandhouding van hun beroep, maar tevens religieuze doelstellingen nastreefden.

## Indeling
Broederschappen worden ingedeeld in broederschappen van Boete (penetentie) en broederschappen van Devotie. Oorspronkelijk worden ook flagelanten beschouwd als een vorm van broederschapswezen. Deze middeleeuwse boetepraktijk bestaat nog steeds, alhoewel boetebroederschappen enkel in Spanje nog zeer verspreid zijn. In België bestaan hoofdzakelijk broederschappen van devotie en naastenliefde. Zij promoten een bepaalde cultus of devotie tot een heilige of bedevaart.

## Geschiedenis

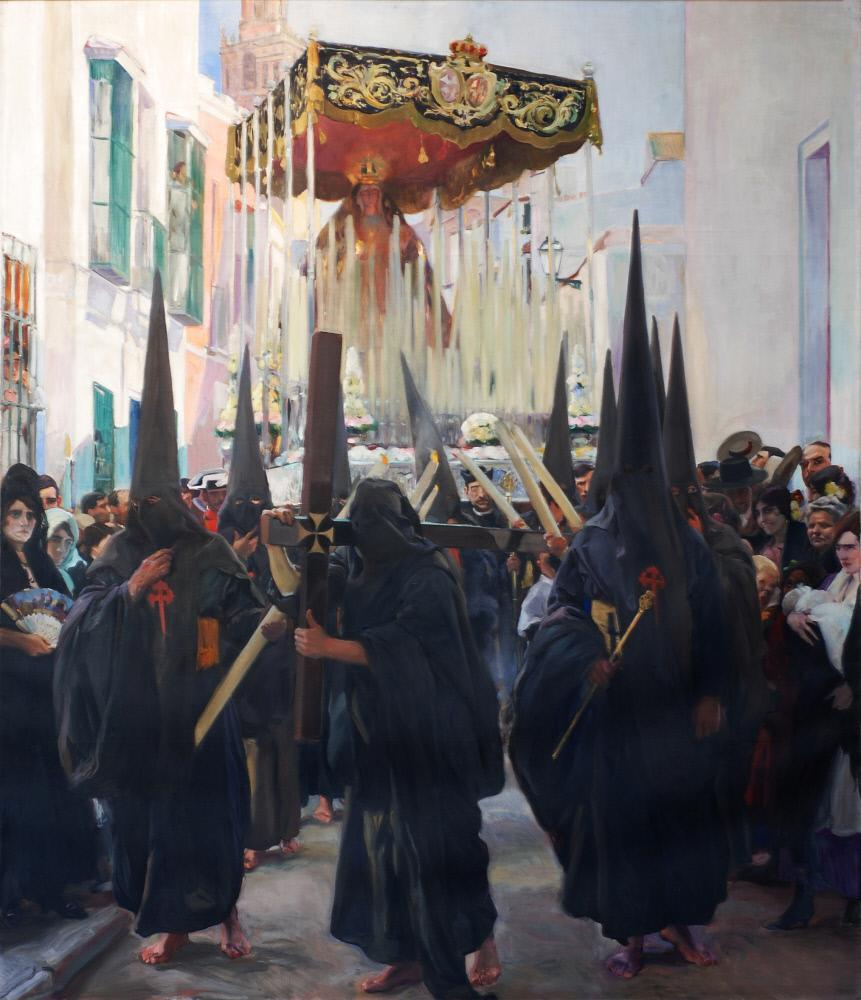
Penitenten in Sevilla tijdens de Semana Santa door Joaquín Sorolla

De eerste broederschappen zijn in de Middeleeuwen ontstaan in parochies en wijdverbreid verschijnsel, aanvankelijk in de Katholieke Kerk, waarbij leken zich aaneensloten om een godvruchtig doel te dienen. Ze hadden maatschappelijk aanzien en vormden een sterke gemeenschap van leken. Vele broederschappen hadden privileges die ze in hun titelkerk konden afdwingen. In de late middeleeuwen groeide de devotie tot het H. Sacrament, dankzij Juliana van Cornillon. In de 19de eeuw ontstonden veel Heilig Hartbroederschappen na de afkondiging van het H. Hart als kerkelijk hoogfeest.
De meeste broederschappen onder het ancien régime hadden een aantal bezittingen en rechten. Hierdoor waren bepaalde broederschappen soms zeer invloedrijk. In de 19de eeuw werden de oude broederschappen beschouwd als erfenis uit de barok. Desalniettemin groeide het ultramontanisme en de volksdevotie enorm in de 19de eeuw waardoor het broederschapswezen een nieuwe adem kreeg. De oude reglementen met strenge voorschriften en boetes werden vaak herzien, waardoor de meeste broederschappen snel een lokale bloei kenden. Het is niet ongewoon om te zien dat hele families van vader op zoon lid werden van dezelfde broederschap. Dit lidmaatschap bracht een sociale status mee.

### Keizerlijk edict
In de 18de eeuw werden in de Oostenrijkse Nederlanden alle broederschappen opgeheven krachtens het Keizerlijk Edict (1786). Daarbij moesten de bestuurders van de confrérieën hun bezitting en goederen inventariseren en vernederend aangifte doen. Per parochie werden deze inventarissen gecontroleerd en de eigendommen geconfisqueerd. Heel wat oude broederschappen overleefden deze maatregel niet en sommigen tekenden protest aan bij de Aartshertogin-Landvoogdes. De geconfisqueerde goederen werden eigendom van de parochie. Daarnaast verbood Jozef II het houden van jaarlijkse openbare processies. Het verbreken van dit edict werd bestraft. Sommige broederschappen werden in rechten hersteld na de Oostenrijkse heerschappij, na de Franse Heerschappij, maar vele waren hun eigendommen definitief kwijt of waren voorgoed opgeheven. Vele Broederschappen van de Goede Dood, Drievuldigheid en Zoete Naam Jesus hielden het voor bekeken en van andere was hun macht gebroken. Hier is echter niet veel onderzoek naar gedaan of het edict veel invloed heeft gehad op actieve broederschappen. Vele hebben ook de tweede beeldenstorm 150 jaar later niet overleefd.

## Kerkrecht
De oprichting van een broederschap moet kerkelijk worden goedgekeurd, volgens canon 299 paragraaf 3 en canon 322 paragrafen 1 en 2. Hiertoe moet de plaatselijke bisschop de statuten goedkeuren en de oprichting toestaan. De Kerk heeft steeds een invloed op de broederschap en is gewoonlijk toegewijd aan een bepaalde heilige. Vroeger bestonden er bepaalde broederschappen voor mannen en vrouwen afzonderlijk.
De medebroeders hielpen elkaar en verrichtten vaak ook werken van naastenliefde. De broederschappen hadden vaak een altaar in de kerk. Ook liepen zij mee in processies met het beeld van hun patroonheilige. Broederschappen beschikten ook over -vaak uitvoerige- reglementen die de hiërarchie vastleggen en nauwkeurig plechtige ceremoniën vastleggen bij overlijdens en feesten.

## Actuele situatie
In 2013 nodigde paus Franciscus verschillende actieve broederschappen uit in Rome, waarbij hij ze aanmoedigde de volksdevotie te versterken. In zijn homilie sprak hij over "herontdekking en hervernieuwing in de Kerk". De Kerk blijft dus actief de vele broederschappen ondersteunen bij hun werking.
De meeste oude broederschappen die in de huidige tijd nog bestaan, houden veelal hun oude tradities in ere. De meeste overleefden de beide wereldoorlogen en de Franse revolutie. Maar na het Tweede Vaticaans Concilie, verminderde de volksvroomheid.
In België is de oudste broederschap de Broederschap van Onze-Lieve-Vrouw Virga Jesse gevolgd door de broederschap van het kostbaar bloed uit Brugge en het Aartsbroederschap van Onze-Lieve-Vrouw van Tongeren. Ook in Antwerpen bestaan nog verschillende broederschappen met een lange geschiedenis. Deze oude verenigingen hebben vaak een groot kunstpatrimonium en ook een oud archief. Andere oude broederschappen verdwenen zoals de Broederschap van Onze-Lieve-Vrouwe van den drogen boom.

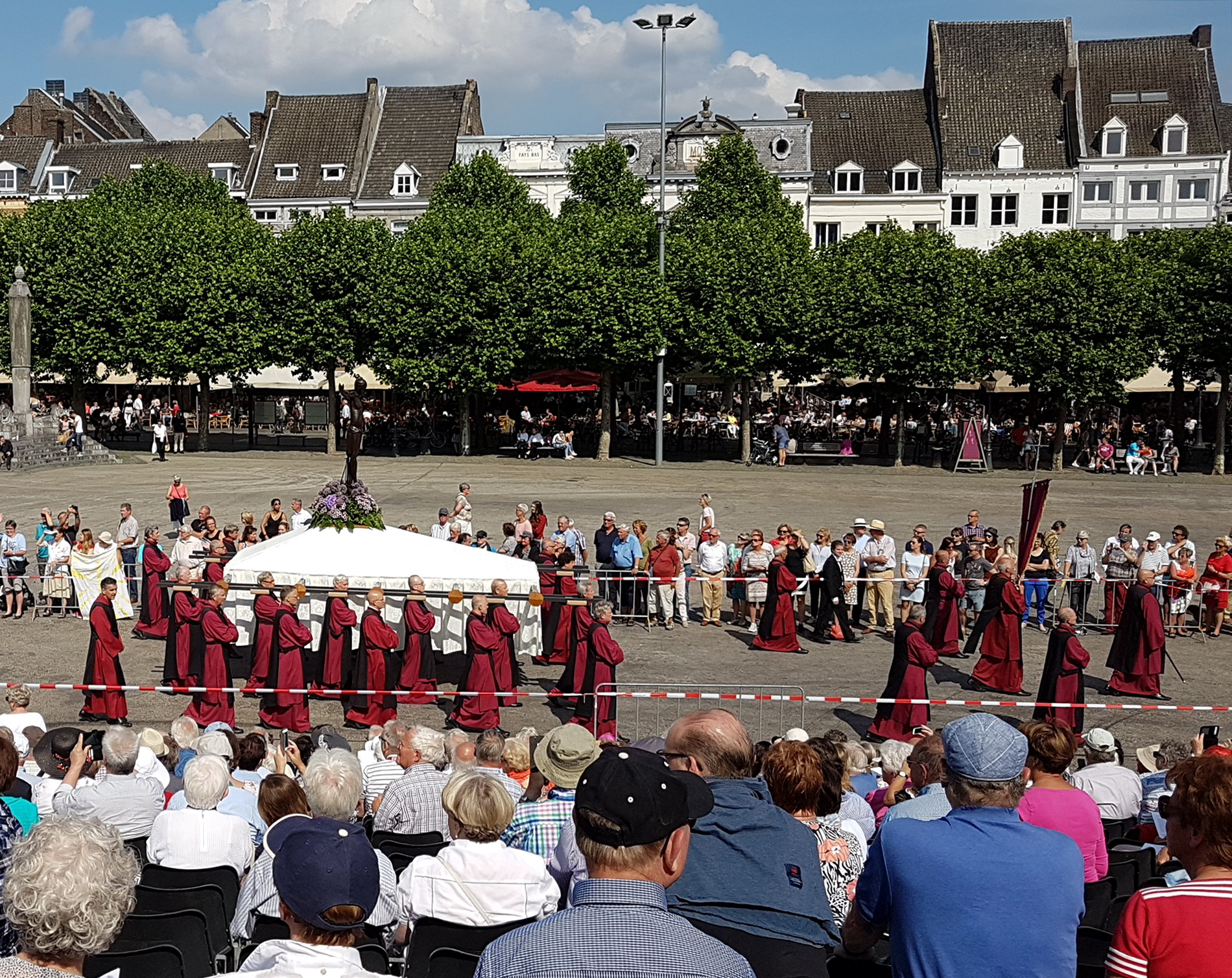
Broederschap van het Heilig Kruis met de Zwarte Christus van Wyck in de Heiligdomsvaart van Maastricht

Ook in Nederland bestaan nog diverse broederschappen. In Maastricht zijn enkele broederschappen actief rondom de zogenaamde 'stadsdevoties': de Sterre der Zee, de Zwarte Christus van Wyck, het borstbeeld van Sint-Servaas en dat van Sint-Lambertus. Deze broederschappen zien het als hun taak, naast het bevorderen van de devotie, om het betreffende beeld tijdens processies op een processiebaar mee te dragen en te begeleiden. Ook de Noodkist van Sint-Servaas heeft zijn eigen broederschap. In 's-Hertogenbosch is de Illustre Lieve Vrouwe Broederschap al vele eeuwen actief.
Veel broederschappen vieren nog steeds een octaaf of noveen van hun patroonheilige, met vaak een processie. De meeste actieve broederschappen worden erkend als immaterieel erfgoed, ze zijn waardevol door hun geschiedenis en cultuur.

## Actieve broederschappen

### België

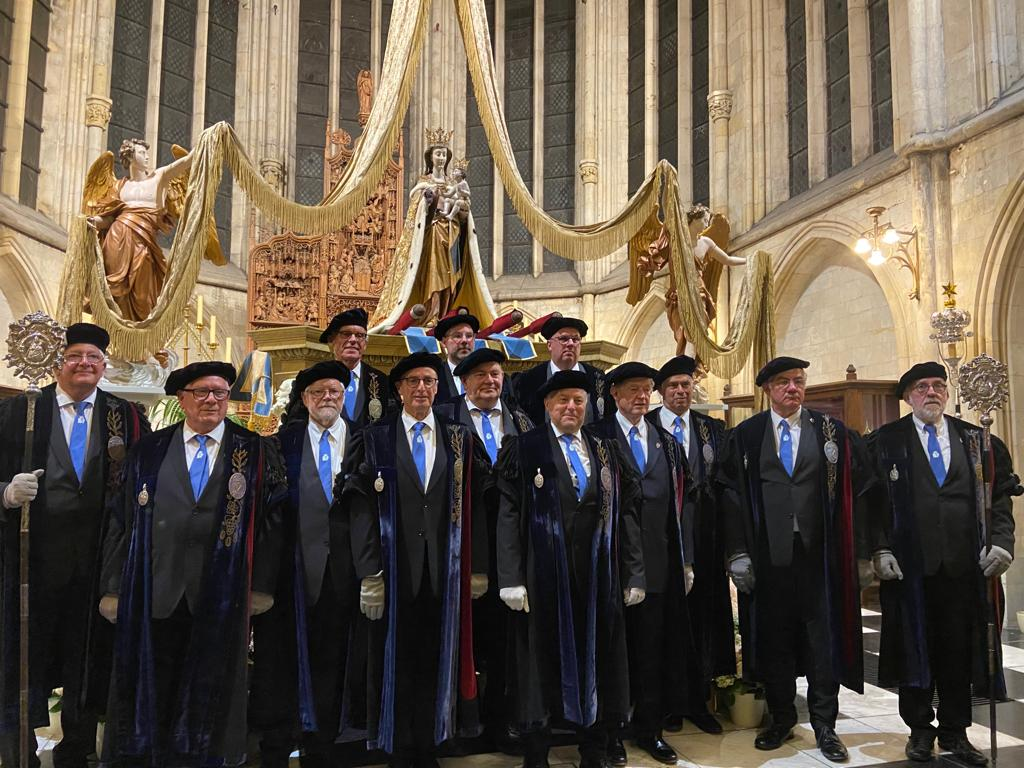
Aartsbroederschap van Onze-Lieve-Vrouw van Tongeren met de broedermeesters voor het Mariabeeld "Oorzaak onzer blijdschap". 2023

In België waren tal van broederschappen actief, maar anno 2016 is er onvoldoende bekend over hun actuele status. Deze lijst is niet beperkend.
- Broederschap van het Allerheiligste Sacrament, OLV-Kathedraal te Antwerpen
- Broederschap van Onze-Lieve-Vrouw van Antwerpen, OLV-Kathedraal te Antwerpen.
- Broederschap van Onze-Lieve-Vrouw van de Berg Karmel, Sint-Carolus Borromaeus te Antwerpen.
- Broederschap van Onze-Lieve-Vrouw van het Kasteel, Sint-Joris te Antwerpen.
- Broederschap van Onze-Lieve-Vrouw van Goed Succes, Sint-Antonius te Antwerpen.
- Broederschap van Onze-Lieve-Vrouw van de Rozenkrans, Sint-Paulus te Antwerpen.
- Broederschap van Onze-Lieve-Vrouw van Bijstand en Victorie, Sint-Andries te Antwerpen.
- Broederschap van Onze-Lieve-Vrouw Troosteres der bedrukten, Sint-Willibrord te Antwerpen.
- Broederschap van Sint-Jan de Doper, Anzegem.
- Broederschap van Onze-Lieve-Vrouw van Scherpenheuvel, Berchem.[8]
- Edele Confrérie van het Heilig Bloed, Basiliek van het H. Bloed te Brugge.
- Broederschap van Onze-Lieve-Vrouw van Scherpenheuvel, te Boom.[9]
- Broederschap van Onze-Lieve-Vrouw ter Potterie, Brugge.
- Broederschap van Onze-Lieve-Vrouw van Blindekens, Brugge.
- Broederschap van Sint-Barbara, Deinze.[10]
- Broederschap van Sint-Cornelius, Doel. Is opgeheven.
- Gilde van het Heilig-Kruis, Eksaarde.[11]
- Broederschap van het Heilig Kruis, Galmaarden.[12]
- Broederschap van de Heilige Wivina, Groot-Bijgaarden.[13]
- Broederschap van Onze-Lieve-Vrouw Virga Jesse, Hasselt.
- Broederschap van het Allerheiligste Sacrament, Hasselt.
- Broederschap Sint- Gillis, Hasselt.[14]
- Broederschap van Sint-Gertrudis, Hasselt.[15]
- Broederschap van Heilige Odilia, Godsheide-Hasselt.[16]
- Apostelengenootschap, Hoegaarden.
- Broederschap van Onze-Lieve-Vrouw ten Traan, Kalfort.
- Broederschap van Onze-Lieve-Vrouw van Scherpenheuvel, Kapelle-op-den-Bos
- Genootschap van de Zalige Idesbald, Koksijde.
- Broederschap van Onze-Lieve-Vrouw van VII Weeën, Lede.
- Broederschap van Onze-Lieve-Vrouw, Lebbeke.
- Broederschap van Sint-Cornelius, Lichtaart
- Broederschap van Sint-Gummarus, St-Gummaruskerk te Lier.
- Broederschap van Sint-Elooi, Meise
- Broederschap van Sint-Goedele, Moorsel.[17]
- Broederschap van Onze-Lieve-Vrouw van Halle, Oudenaarde.
- Broederschap van Onze-Lieve-Vrouw van Scherpenheuvel, St-Martinus te Westmalle.
- Broederschap van Onze-Lieve-Vrouw van Scherpenheuvel, St-Vincentius te Evere.
- Broederschap van het Allerheiligste Sacrament, St-Nicolaaskerk te Sint-Niklaas.
- Broederschap van Onze-Lieve-Vrouw van Halle, St-Nicolaaskerk te Sint-Niklaas.
- Confrérie van Sincte Moor, Tienen.[18]
- Aartsbroederschap van Onze-Lieve-Vrouw, Tongeren.
- Broederschap van Sint-Hymelinus, Tienen.[19]
- Sodaliteit van de Gekruisigde Zaligmaker, Veurne.
- Broederschap van Sint-Rochus, Zele.[20]
- Broederschap van Sint-Aldegonde, Zwevezele.[21]

### Nederland
- Gilde van het Sacrament van Niervaert, Breda.
- Confrerie van het Allerheiligst Sacrament des Altaars, Breda.
- Illustre Lieve Vrouwe Broederschap (Zwanenbroeders), 1318, 's-Hertogenbosch
- Broederschap van de Zoete Lieve Vrouw van ‘s-Hertogenbosch,  1834, 's-Hertogenbosch
- Broederschap van Sint Servaas, Maastricht
- Broederschap Sterre der Zee, Broederschap van Onze Lieve Vrouw, Maastricht
- Broederschap van het H. Kruis, Broederschap Zwart Kruis, Maastricht-Wijck
- Broederschap van de Heilige Barbara, 1470, Sint Servatius, Maastricht

### Spanje
In Spanje zijn zeer veel aan parochies gebonden broederschappen actief.
- Aartsbroederschap van Sint-Jacobus (de apostel), bij pauselijke bul erkend.
- Koninklijke Broederschap van Onze-Lieve-Vrouw van Macarena, Sevilla.
- Koninklijke Broederschap van de Bezemstruik, La Hiniesta, Sevilla.
- Koninklijke Aartsbroederschap van Onze-Lieve-Heer Jezus van Medinacelli, verbonden aan de gelijknamige basiliek te Madrid.
- Broederschap van Onze-Lieve-Vrouw van Rocio.

### Portugal
In Portugal zijn zeer veel aan parochies gebonden broederschappen actief.
- Koninklijke en Eerbiedwaardige Broederschap van het Allerheiligste Sacrament van Mafra
- Koninklijke Broederschap van Onze-Lieve-Vrouw van Quietação (Klooster van de Vlaamse nonnen)

### Wereldwijd
- Independent Order of Odd Fellows (niet religieus)

## Galerij

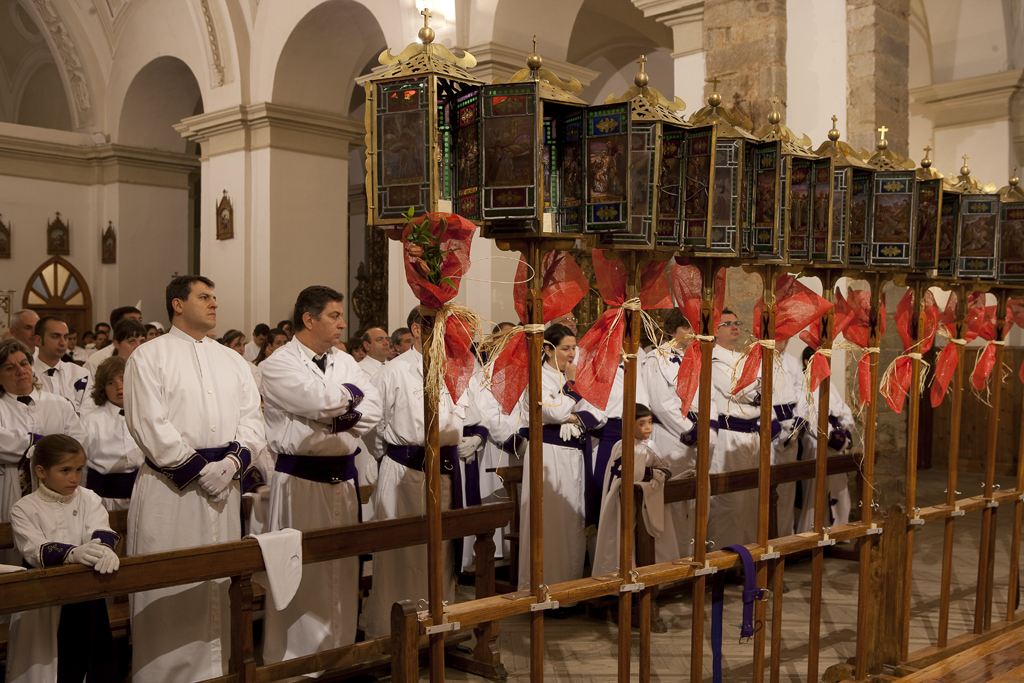
Spaanse Broederschap in uniform
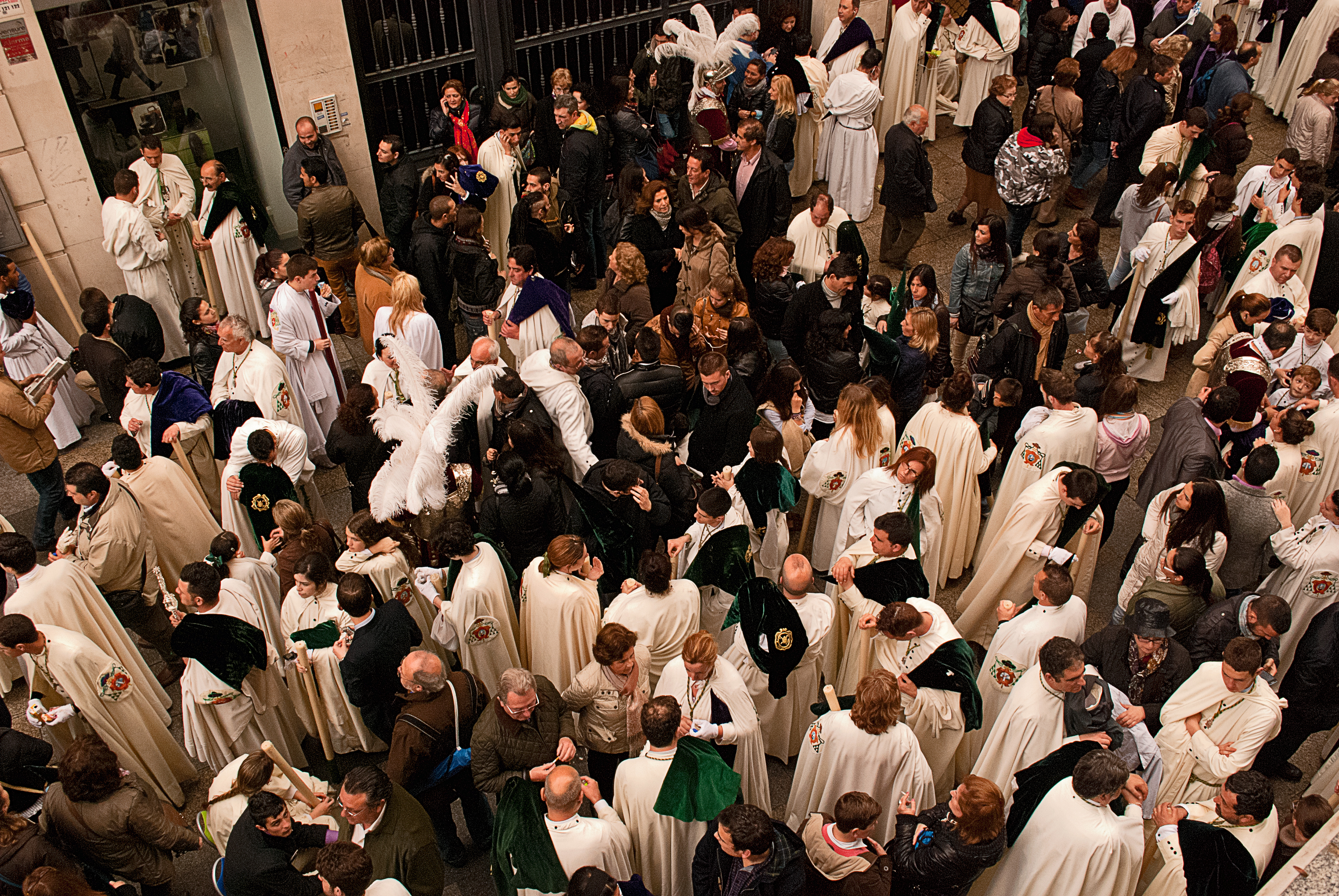
de Koninklijke Broederschap van de Macarena, voor de processie in Sevilla
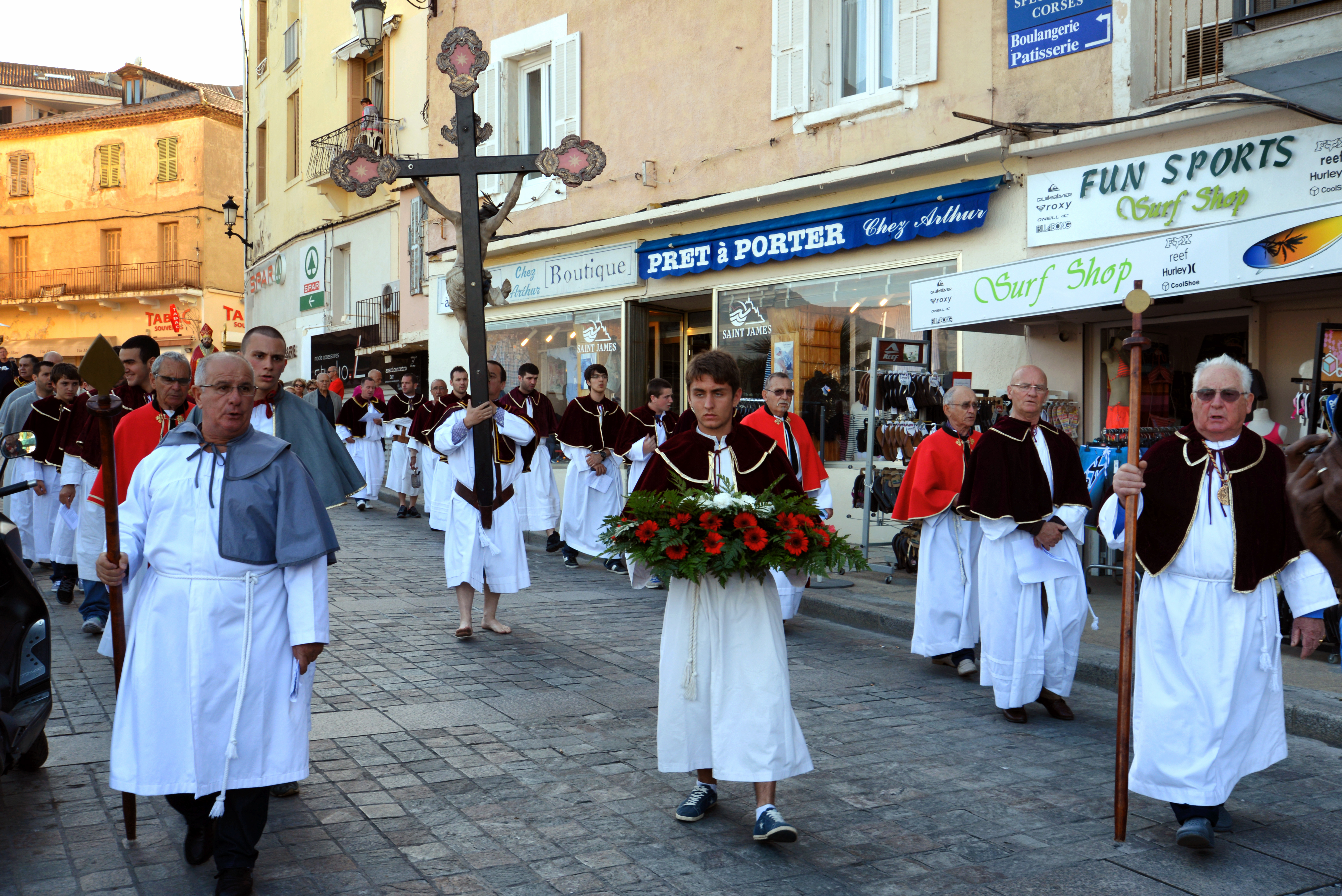
Broederschap in Calvi tijdens een processie
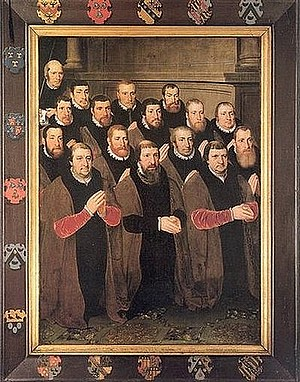
Pieter Pourbus (1656), Groepsportret van zestien leden van de Broederschap van het Heilig Bloed, Museum van het Heilig Bloed, Brugge
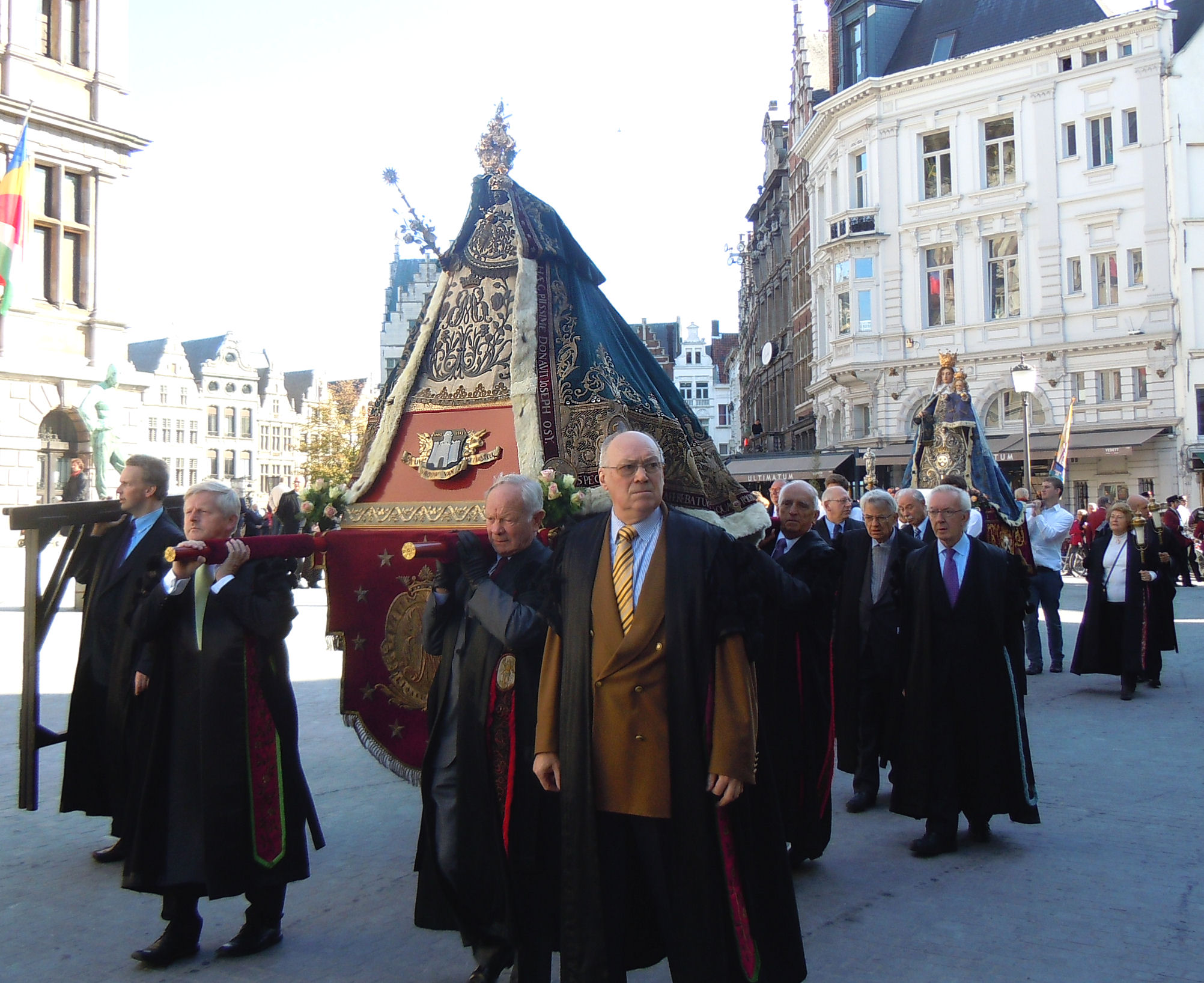
Broeders van OLV van het Kasteel te Antwerpen.
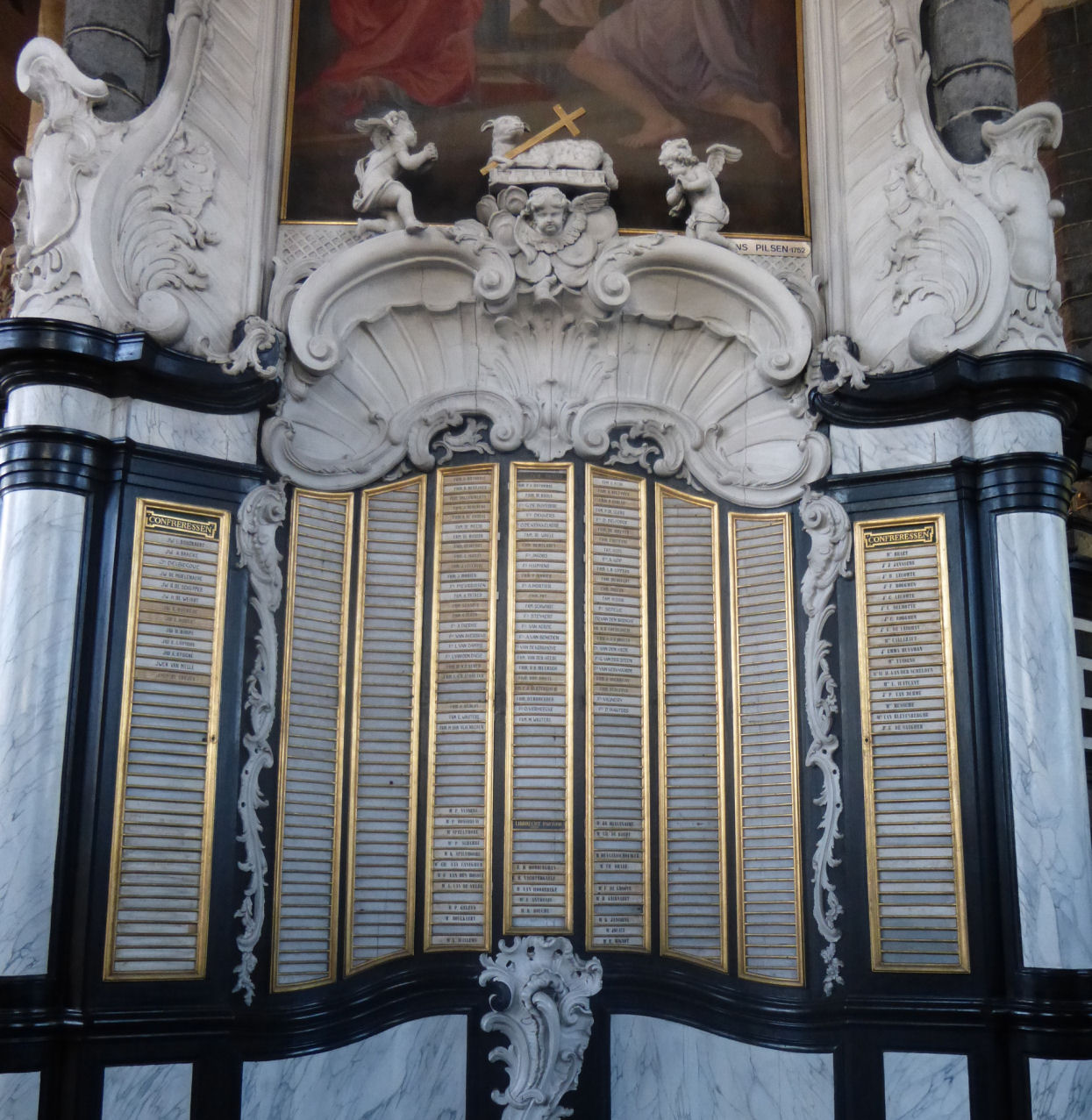
18de-eeuwse cataloog met de leden-confreers Sint-Jacobskerk te Gent.
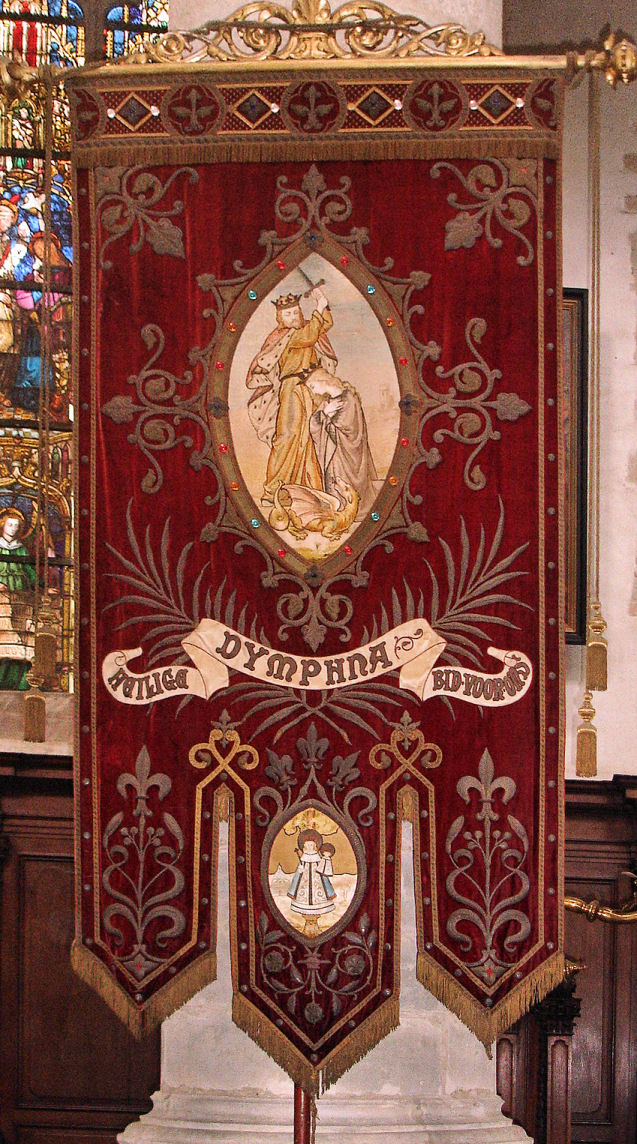
Vaandel Broederschap van Sint-Dymphma, Antwerpen Sint-Andrieskerk.